# Марк Гавий Корнелий Цетег
Марк Гавий Корнелий Цетег (на латински: Marcus Gavius Cornelius Cethegus) е политик и сенатор на Римската империя през 2 век.

## Биография
Цетег произлиза от Верона и е син на Марк Гавий Сквила Галикан (консул 150 г.) и Помпея Агрипинила. Брат е на Гавия Корнелия Цетегила.
Той служи при баща си като проконсулски легат в Азия. През 170 г. Цетег е консул заедно с Гай Еруций Клар.